# Фараон і хорал
«Фарао́н і хора́л» (англ. The Cop and the Anthem) — оповідання американського письменника О. Генрі, опубліковане у 1904. Сюжет твору розповідає про безхатька, який намагається потрапити до тюрми на «зимівлю», про складнощі й несподіване розв'язання його проблем. В оповіданні письменник дає моральну оцінку суспільним злочинам та мірі покарання за них. Сюжет цього твору був частково використаний в анімаційному серіалі «Рожева пантера» (епізод «Рожеве Різдво» за 1978 рік).

## Сюжет
Сопі — безхатько, чиє життя вже кілька років тече по налагодженому колу: теплу пору року він проводить у Медісон-сквері, а з настанням холодів вчиняє дрібний злочин, за який його запроторюють до в'язниці на кілька місяців. Цього покарання цілком досить аби захистити маленьку людину від голоду і холоду, а більшого вона від суспільства і не вимагає. На цю зиму в Сопі вже заготовлений «кримінальний» план, і чоловік приступає до його здійснення.
Сопі пробує повечеряти в ресторані без грошей, але там його і на поріг не пустили; він розбив вітрину крамниці, але поліцейський погнався за чоловіком, що наздоганяв трамвай. Ще в одному ресторані Сопі просто вибачили безкоштовний обід і невимушено викинули його на вулицю. Ця «благодійність» зовсім не задовольняє чоловіка, адже не дає гарантії теплої «зимівлі» в тюремній камері. Він наважується залицятися до жінки в марній спробі бути затриманим за образу її честі, але та виявляється повією, врешті-решт Сопі просто зчиняє галас на вулиці, але знов невдача — поліцейський благодушно приймає його за п'яного студента. Не допомогла безхатькові навіть крадіжка парасольки. Збентежений Сопі зупиняється послухати музику, що лунає з церкви, і так проймається нею, що вирішує виправити своє життя. В цю мить вимогливий поліцейський заарештовує безхатька за підозріливу поведінку («Що ви тут робите?» — «Нічого» — «А ну тоді ходім зі мною»). Сопі запроторюють до тюрми на три місяці.

## Аналіз твору
В оповіданні «Фараон і хорал» О. Генрі використав іронію і гротеск, якими часто послуговувався як художніми засобами. Іронія передує наближенню Сопі до церкви, вона розряджає пригнічену атмосферу, яку письменник створив на початку твору, змальовуючи похмурий осінній пейзаж. Усі марні способи героя потрапити під арешт не просто завершуються невдачею, але створюють гумористичне враження, що світ не без добрих людей, що з будь-якої скрути завжди знайдеться вихід, адже Сопі не вдається довести свою вину навіть в очевидних ситуаціях (несплачений рахунок у ресторані, розбита вітрина, крадіжка). Однак справжнє світло в тунелі його життя запалюють лише звуки церковного хоралу. Вони пробуджують у душі Сопі згадки про ще не занапащене життя й рішучість налагодити його знов. Гротеск полягає в тому, що саме в мить спокійного слухання постать безхатька викликає підозру в поліцейського, яка в лабетах бездушної судочинної системи перетворюється на тримісячне ув'язнення.
У «Фараоні й хоралі» О. Генрі закодовує й відгадку цього протиріччя. Він показує, що злочини безхатькові вибачають не з добрих почуттів, а просто тому, що вони толеруються суспільством: наприклад, повія не здіймає галасу, бо це її щоденна робота; «п'яний» горлопан не викликає підозри, бо його плутають з привілейованими студентами Єля; власник парасольки вибачає крадіжку, бо й сам «ненароком узяв її в ресторані». Багаті, щасливі, успішні не звертають уваги на гріхи інших, бо самі коять подібні. Лише коли Сопі залишається наодинці біля церкви, йому не вибачають підозріливого стояння у доглянутому місці. В такий спосіб письменник викриває фарисейську сутність сучасного йому суспільства. Показово, що змальована в оповіданні ситуація залишається життєвою і через сто років після виходу твору. У XXI столітті також фіксують випадки дрібних злочинів безхатьків, скоєних заради формальних тюремних благ.
У назві твору використано назву поліцейського на американському жаргоні («фараон»). О. Генрі часто застосовував різноманітні стилі арго, завдяки якому мова його персонажів набувала особливого колориту. В назві цього оповідання поліцейський поставлений на один щабель із хоралом. Це ще один художній прийом, яким автор наче пропонує для порівняння дві очисні сили суспільства — силу закону і силу мистецтва.